# Insolentipalpus
Insolentipalpus là một chi bướm đêm thuộc họ Erebidae.